# Коннектор для скруток

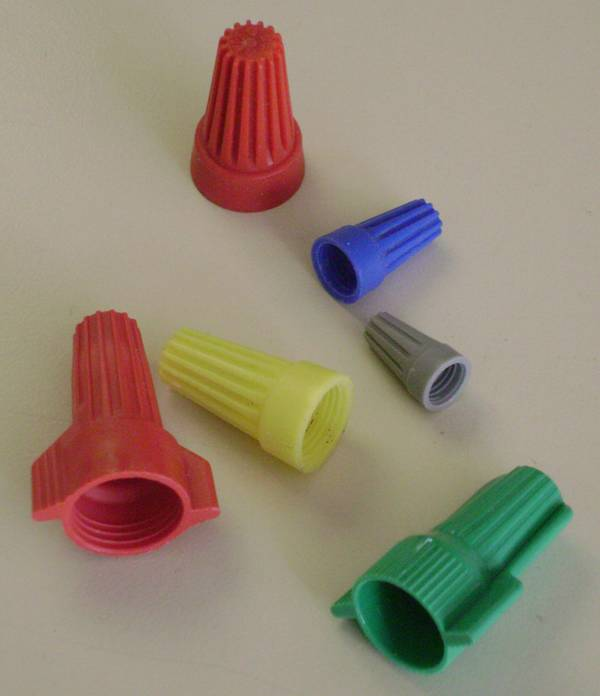
Ассортимент коннекторов для скруток

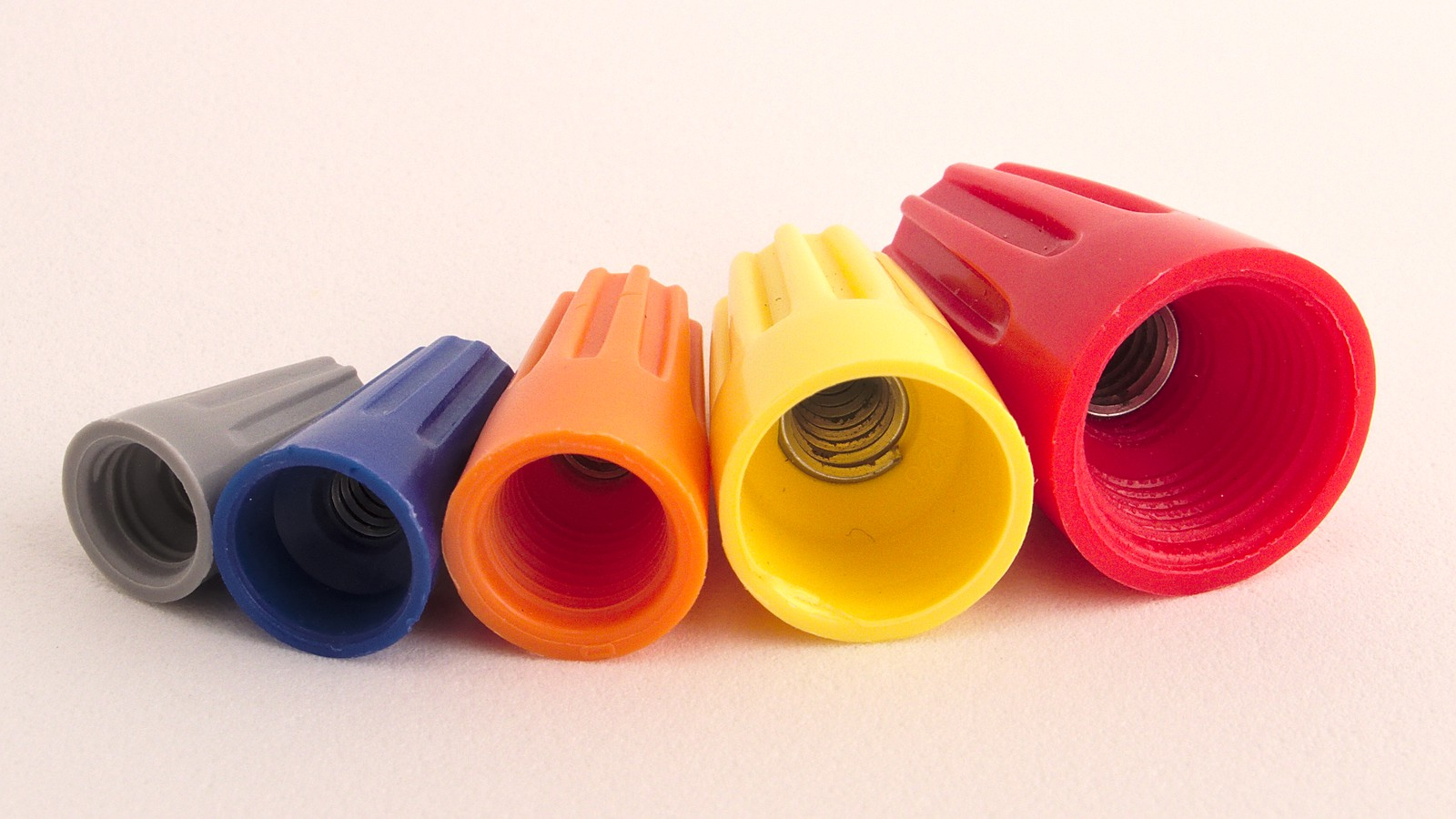
Вид с торца с металлическими вставками

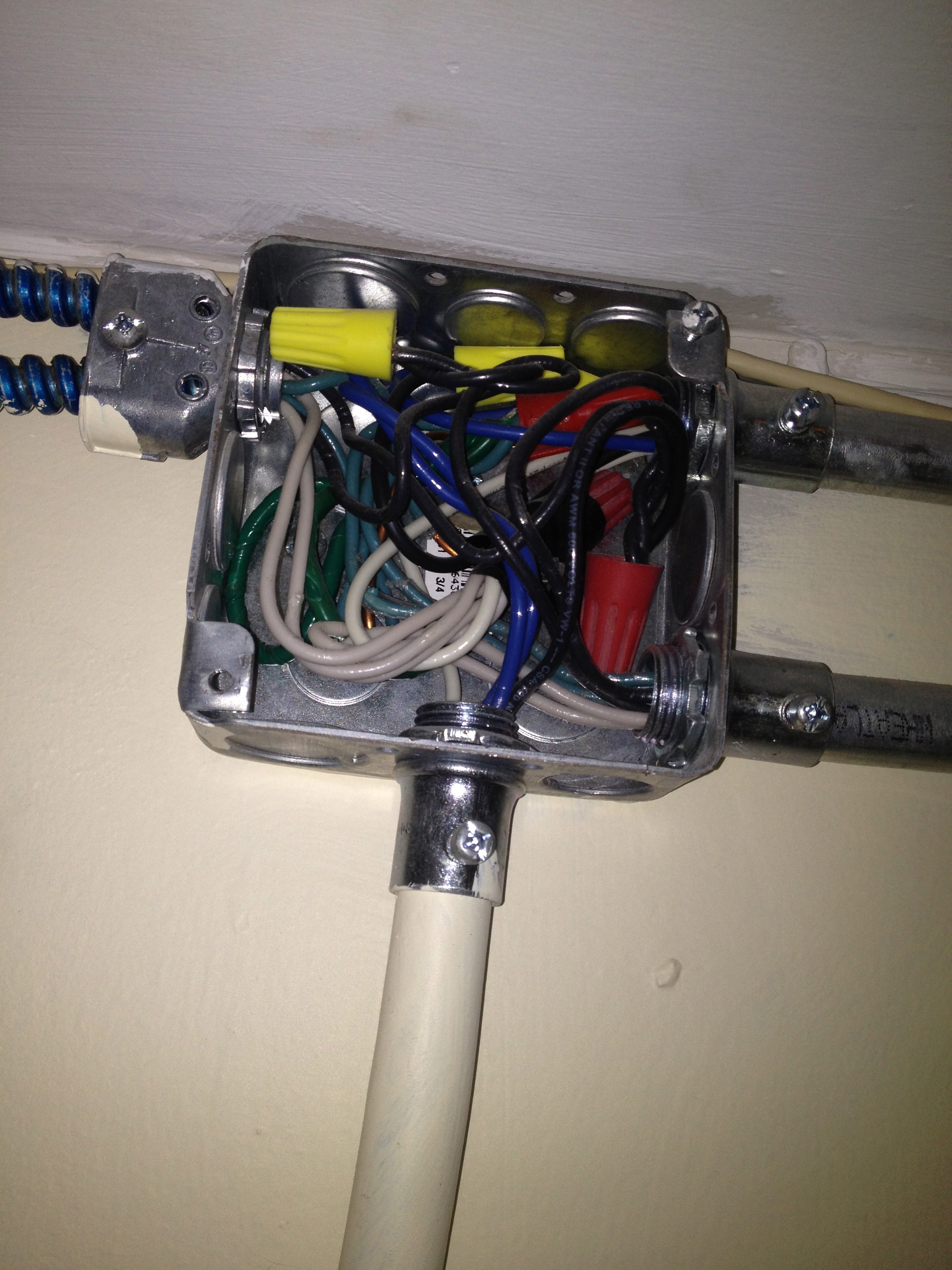
Скручивающиеся соединители, используемые в распределительной коробке

Соединительный изолирующий зажим (СИЗ) представляют собой приспособления для соединения и изоляции двух или более электрических проводов. Широко используются в жилых, коммерческих и промышленных зданиях для электропроводки. 

## Описание
Разъёмы для скруток доступны в различных размерах и формах. Хотя их внешнее покрытие обычно изготавливается из изолирующего пластика, их средством соединения является металлическая коническая спиральная вставка, которая навинчивается на провода и надежно удерживает их. Когда такой соединитель скручивается на зачищенных и скрученных концах проводов, провода втягиваются в металлическую вставку соединителя и сжимаются внутри него. Электрический контакт поддерживается как прямым витым контактом провод-провод, так и контактом с металлической вставкой.
Скрученные соединители обычно устанавливаются вручную. Они могут иметь внешние канавки, чтобы их было легче обрабатывать и применять. Удлинители в виде крыльев обычно отлиты в разъемы более высокого качества, чтобы уменьшить усталость мышц оператора при установке большого количества разъемов. Такие удлинители также позволяют устанавливать эти разъемы с помощью обычного гаечного ключа или специального инструмента.
Соединители для скруток обычно имеют цветовую кодировку для обозначения размера соединителя и, следовательно, их емкости.  Обычно они используются в качестве альтернативы клеммным колодкам или пайки проводников вместе, так как они быстрее устанавливаются и, в отличие от паяных соединений, позволяют легко их впоследствии удалять для будущих модификаций.
Обычно используются на проводах с толщиной, не превышающей AWG # 10 (5,26 мм²), потому что они слишком жёсткие, чтобы их можно было надежно подключить этим методом. Для них используются винтовые разъемы, зажимы или обжимные разъемы .

## Специализированные версии
Керамические разъемы для скруток предназначены для высокотемпературных применений, таких как нагревательные приборы.
Скрученные соединители обычно не рекомендуется использовать с алюминиевой проволокой .  Комиссия по безопасности потребительских товаров США не одобряет их использование с алюминиевым проводом, а  утверждает специализированный обжимной соединитель и предварительно одобряет специализированный винтовой зажим .  Несмотря на это, некоротые компании производят соединители для скруток, которые, как они утверждают, предназначены специально для алюминиевых проводников и рассчитаны на их использование. 

## История
Уильям П. Марр, эмигрировавший из Шотландии в Онтарио, Канада в начале двадцатого века и поселившийся в районе Торонто, работал подрядчиком по электрике в Ontario Hydro, переводя дома с газовым освещением на электрическое.

В то время электрические проводники соединяли следующим образом: очищали их от изоляции, скручивали между собой, затем погружали в ёмкость с расплавленным припоем. После охлаждения проводники обматывали изолентой.

Процесс был трудоёмким и травмоопасным. Однажды Марр был ранен, когда пролил на себя расплавленный припой. Ища безопасный, более эффективный способ подключения, Марр, работая в своей домашней мастерской, разработал первый разъём провода давления типа. В 1914 году он выпустил версию с установочным винтом, предшественником современного поворотного разъёма, используемого во всей Северной Америке.
- U.S. Patent 1 583 479 «Электрический проводник» 1 U.S. Patent 1 583 479, поданный 3 марта 1923 г., запатентованный 4 мая 1926 г. [5]
- Канадский патент CA 275586, выданный 22 ноября 1927 г. [6]

Разъём, более похожий на современный поворотный тип, не был запатентован в Канаде Марром до 1931 года, а в США - до 1933 года.
- «Проводной коннектор», патент Канады CA 311638, выданный 26 мая 1931 года. [7]
- U.S. Patent 1 896 322 "Wire Connecter", U.S. Patent 1 896 322, U.S. Patent 1 896 322 24 ноября 1930 г., запатентован 7 февраля 1933 г. [8]

## Цветовой код
В таблице указано стандартное цветовое кодирование де-факто, используемое различными производителями для указания диапазона размеров проводников, которые могут быть соединены с помощью скрученных соединителей.
| цвет      | AWG Wire Range | AWG Wire Range | AWG Wire Range | AWG Wire Range | AWG Wire Range | AWG Wire Range | AWG Wire Range |
| цвет      | 22             | 20             | 18             | 16             | 14             | 12             | 10             |
| цвет      | (0,326 мм²)    | (0,581 мм²)    | (0,823 мм²)    | (1,31 мм²)     | (2,08 мм²)     | (3,31 мм²)     | (5,26 мм²)     |
| --------- | -------------- | -------------- | -------------- | -------------- | -------------- | -------------- | -------------- |
| Серый     |                |                |                |                |                |                |                |
| Синий     |                |                |                |                |                |                |                |
| Оранжевый |                |                |                |                |                |                |                |
| Желтый    |                |                |                |                |                |                |                |
| Красный   |                |                |                |                |                |                |                |

1. ↑  Minimum: 1 conductor AWG 22 + 1 conductor AWG 20; Maximum: 2 conductors AWG 22 + 3 conductors AWG 20
2. ↑  Minimum: 1 conductor AWG 22 + 1 conductor AWG 20; Maximum: 3 conductors AWG 16
3. ↑  Minimum: 2 conductors AWG 18; Maximum: 3 conductors AWG 14
4. ↑  Minimum: 2 conductors AWG 18 + 1 conductor AWG 14; Maximum: 2 conductors AWG 14 + 1 conductor AWG 10
5. ↑  Minimum: 2 conductors AWG 14; Maximum: 2 conductors AWG 12 + 2 conductors AWG 10